# Megasema jotunensis
Megasema jotunensis là một loài bướm đêm trong họ Noctuidae.